# Hussain Ghuloum
Hussain Ghuloum Abbas (24 settembre 1969) è un ex calciatore emiratino, di ruolo attaccante.